# Triplice riscaldatore

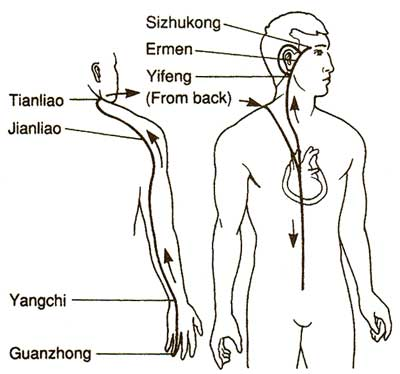
Percorso del meridiano del Triplice Riscaldatore lungo il corpo umano

Triplice riscaldatore, o triplice focolare (San Jiao, 三焦), nella terminologia propria della medicina tradizionale cinese, denota un organo di materia fine, situato all'altezza dello stomaco, che non trova corrispondenza sul piano fisico. 
I primi riferimenti al San Jiao o triplice riscaldatore si trovano nei più antichi testi cinesi, compreso il Huangdi Neijing.

## Funzione
Il triplice riscaldatore è incaricato di trasformare gli alimenti in energia, ed è perciò suddiviso in tre parti: 
1. quella centrale si occupa più propriamente di questa trasformazione, generando un flusso di energia pura, che viene indirizzata verso l'alto dalla parte superiore del focolare.
2. All'altezza dei polmoni questo flusso si mescola con l'energia cosmica penetrata attraverso l'aria, andando a costituire la prima forma di energia di cui si serve l'essere umano.
3. Viene poi generato anche un flusso di energia impura, trattata invece dalla parte inferiore dell'organo. Dopo una prima depurazione essa giunge, attraverso un canale interno, fino ai reni, dove viene ulteriormente depurata. L'energia di scarto finisce nell'urina, mentre quella purificata percorre un canale che collega i reni al fegato, e di qui al meridiano della cistifellea. Quest'ultimo fuoriesce infine all'altezza dell'angolo esterno dell'occhio, determinando l'alternanza degli stati sonno-veglia.[1]

In definitiva, il triplice riscaldatore è caratterizzato da numerose connessioni energetiche con le altre parti del corpo e rappresenta in generale l'organo della vitalità.
Il meridiano associato al triplice riscaldatore è uno di tipo secondario appartenente all'elemento fuoco secondo la dottrina dei cinque elementi cinesi, detto «ministeriale». È di natura Yang, e risulta accoppiato con l'organo Yin del pericardio (Xin Bao) e il suo relativo meridiano.